# Venthon
 Venthon  es una población y comuna francesa, en la región de Ródano-Alpes, departamento de Saboya, en el distrito de Albertville y cantón de Albertville-Nord.

## Demografía
| 463 | 488 | 501 | 559 | 587 | 584 |
| Para los censos de 1962 a 1999 la población legal corresponde a la población sin duplicidades (Fuente: INSEE [Consultar]) |     |     |     |     |     |